# Route principale 58 (Finlande)
Pour les articles homonymes, voir Route 58.
La route principale 58 (en finnois : Kantatie 58 est une route principale allant de Kangasala à Kärsämäki en Finlande.

## Description

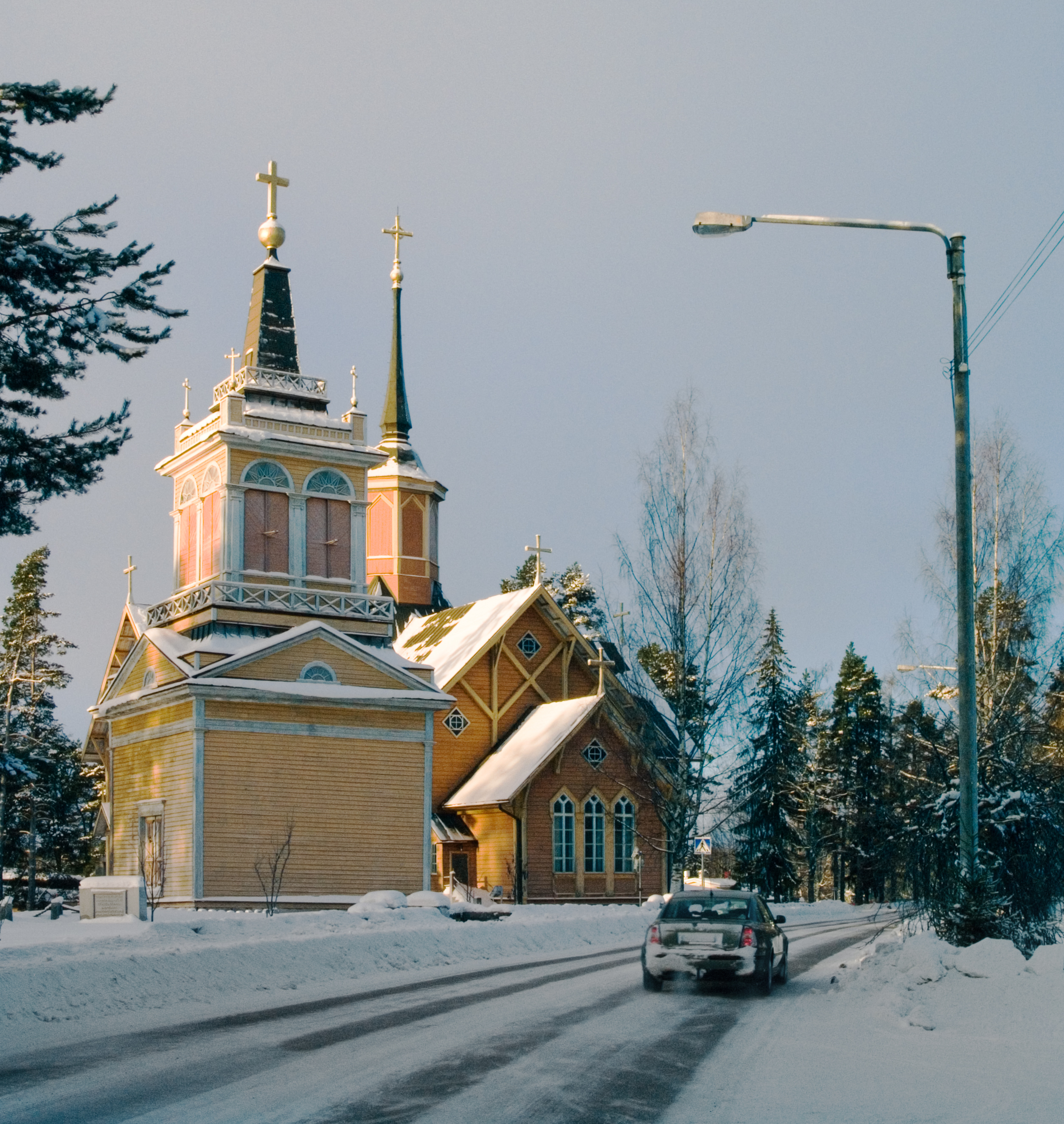
La route principale 58 devant l'église de Kivijärvi.

La route principale 58 va de Kangasala à Kärsämäki en passant par Orivesi, Keuruu, Karstula, Kinnula et Haapajärvi.
Elle mesure environ 385 kilomètres de long et est la plus longue route principale de Finlande.
La route, également connue sous le nom de Suomenselkätie, est recommandée comme route alternative aux routes nationales 4 et 9.

## Parcours
La route parcourt les communes suivantes :
- Kangasala
- Orivesi
- Juupajoki
- Jämsä
- Mänttä-Vilppula
- Keuruu
- Multia
- Ähtäri
- Saarijärvi
- Karstula
- Kivijärvi
- Kinnula
- Lestijärvi
- Reisjärvi
- Haapajärvi
- Kärsämäki